# Boris Schatz
Boris Schatz (in ebraico בוריס שץ‎?; Varniai, 23 dicembre 1867 – Denver, 23 marzo 1932) è stato uno scultore lituano, che si stabilì in Palestina. Schatz, che divenne noto come il "padre dell'arte israeliana", fondò l'Accademia di belle arti Bezalel a Gerusalemme.

## Biografia
Boris Schatz nacque a Varniai, nel Governatorato di Kovno dell'Impero russo (attuale Lituania). Suo padre, insegnante in una cheder (scuola religiosa), lo mando` a studiare in una Yeshiva a Vilnius, Lituania.
Nel 1883, mentre studiava nella Yeshiva, si iscrisse alla Scuola di Disegno di Vilnius, dove fu studente fino al giugno 1885. Nel 1887, conobbe lo scultore ebreo Mark Antokol'skij, in visita ai suoi genitori. Schatz mostrò ad Antokolski una piccola statua di un Ebreo in Tallit che aveva scolpito in pietra nera. Antokol'skij assicurò uno stipendio a Schatz e lo incoraggiò a fare domanda all'Accademia di Arte di San Pietroburgo, ma non riuscì ad entrare. Nel frattempo, iniziò a insegnare disegno privatamente a Vilna. Nel 1888, si trasferì a Varsavia dove insegnò arte nelle scuole ebraiche. La sua prima scultura "Hendel," creata a Varsavia, è un'ode al venditore ambulante ebreo. Nell'estate del 1889, Schatz sposò Eugenia (Genia) Zhirmunsky. Nel 1889, si trasferi` a Parigi con la moglie per studiare all'Académie Cormon. Nel 1890, vissero in una piccola cittadina francese, Banyuls-sur-Mer, per sei mesi. Alla fine del 1895, si trasferirono a Sofia, in Bulgaria, dove nel 1897 nacque la loro figlia Angelika. Genia lasciò Boris per uno studente di suo marito, Andrey Nikolov, che diventò poi un noto scultore bulgaro, e portò Angelika con sé.

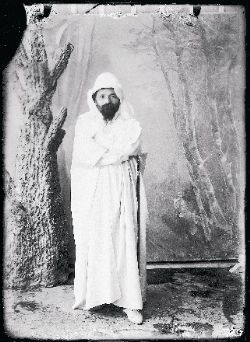
Boris Schatz, 1912

Nel mese di Marzo 1904, Schatz salpò per gli Stati Uniti per supervisionare la costruzione del Padiglione Bulgaro all’Esposizione Universale di St. Louis. Rimase nel paese per dieci mesi, fino alla fine del dicembre 1904. Tornato a Sofia, si dichiarò innamorato della sedicenne Teodora (Dora) Gabe, una nota poetessa e autrice per bambini bulgara. Nel 1905, dopo aver scoperto che il suo amore non era ricambiato, Schatz partì per Berlino, dove rimase con l'illustratore sionista Ephraim Moses Lilien. Lilien lo presentò a Franz Oppenheimer, un sostenitore dell’insediamento cooperativo rurale in Palestina, e Otto Warburg, in seguito presidente dell'Organizzazione Sionista Mondiale. Entrambi furono entusiasti della sua idea di creare una scuola d'arte a Gerusalemme. La fondazione della scuola di Bezalel fu ufficialmente proclamata l'8 ottobre 1905.
Nel 1911, Schatz sposò Olga Pevzner, una scrittrice e insegnante di storia dell'arte. Anche i loro figli, Zahara Schatz (1916-1999) e Bezalel Schatz (1912-1978), soprannominato Lilik, furono artisti. Anche Angelika diventò una pittrice, ottenendo riconoscimento in Francia e Bulgaria negli anni ‘30. Per molto tempo, si è creduto che il rapporto tra Boris Schatz e Angelika finì quando lui e Genia divorziarono. Lettere scoperte nell'Archivio Centrale Sionista rivelano che rimasero in contatto.
Nel 1955 il Premio Israele per l'arte fu vinto da Zahara come riconoscimento all'intera famiglia Schatz.
Mentre visse sulle rive del mare di Galilea, durante la Prima Guerra Mondiale, Schatz scrisse un romanzo futurista intitolato “Gerusalemme Ricostruita” (Gerusalemme Ha-Benuya) in cui Ben Bezalel Uri, l'architetto biblico del Mishkan, gli appare nella Scuola Bezalel e lo conduce in un viaggio in Israele nell'anno 2018.
Schatz morì durante un tour di raccolta fondi a Denver, in Colorado nel 1932.

## Carriera artistica

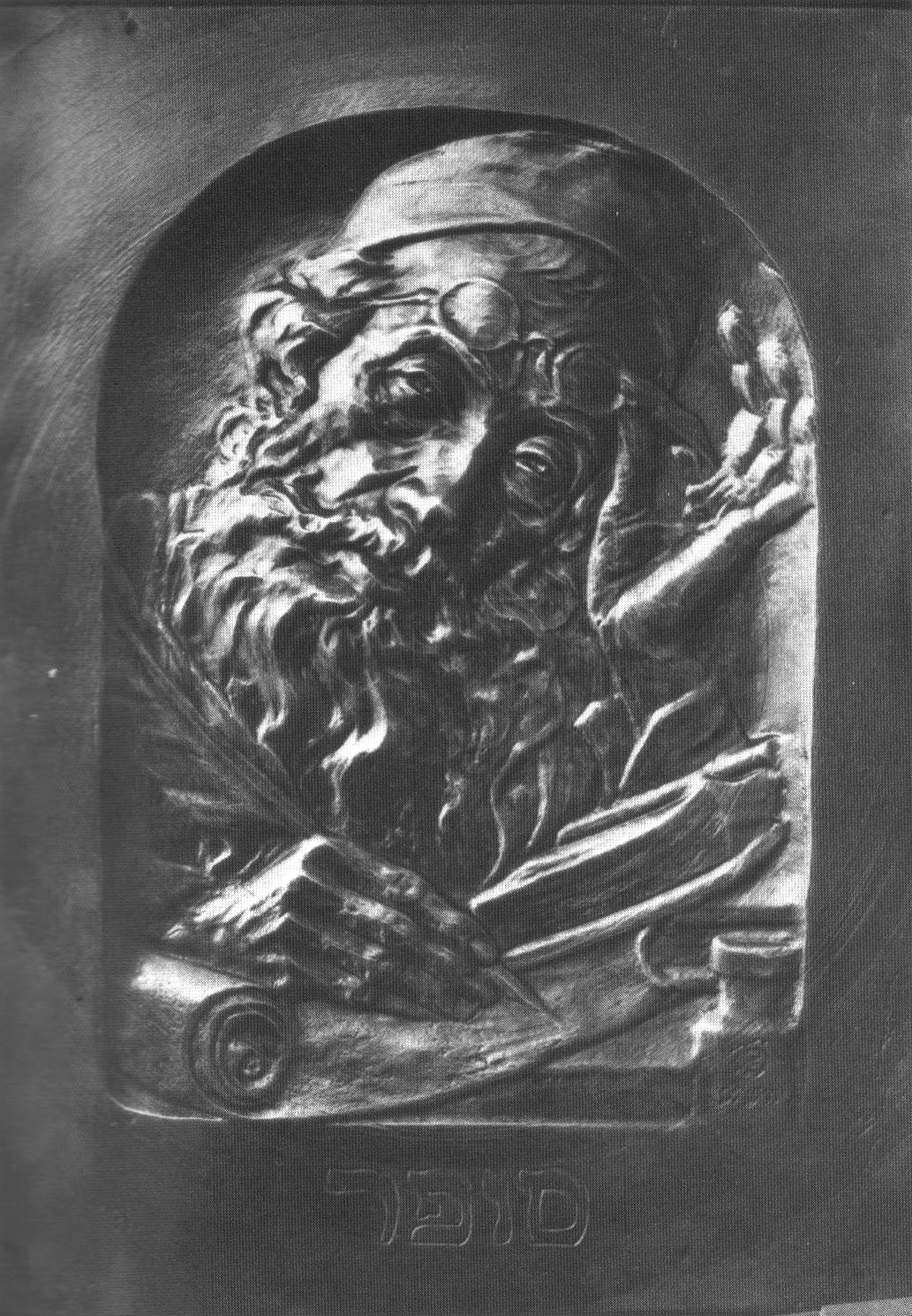
Rilievo di rame di uno scriba Ebraico, Boris Schatz (1912)

Nel 1895, Schatz accettò l'invito del principe Ferdinando I di Bulgaria di diventare scultore ufficiale di corte e di fondare la Art Royal Academy di quel paese. Nel 1900, ricevette una medaglia d'oro per la sua statua, Bust of an Old Woman.

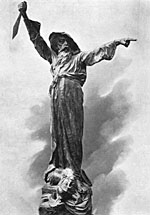
Mattathias the Maccabee, Boris Schatz (1894)

Tre anni dopo, nel 1903, conobbe Theodor Herzl e divenne un fervente sionista. Al V Congresso sionista del 1905, propose la creazione di una scuola d'arte ebraica.
Nel 1906 fondò un centro d'arte a Gerusalemme, in seguito chiamato "Bezalel" in onore di Bezalel Ben Uri, l'artigiano biblico che progettò il Tabernacolo e i suoi oggetti rituali. Negli anni successivi, Schatz organizzò mostre di lavori dei suoi studenti in Europa e negli Stati Uniti; furono le prime mostre internazionali di artisti ebrei dalla Palestina.
Schatz, ardente visionario, scrisse nel suo testamento: "Ai miei insegnanti e assistenti della Bezalel voglio dedicare i miei ultimi ringraziamenti per il loro duro lavoro in nome dell'ideale di Bezalel. Inoltre, vi chiedo perdono per la grande precisione che a volte vi ho richiesto e che forse ha causato un po' 'di risentimento ... Il guaio è che Bezalel è stata fondata prima del tempo, e i sionisti non erano ancora in grado di capirlo. " La volontà di Schatz è stata pubblicata per la prima volta nel 2005.

## Scuola d'arte Bezalel
Bezalel fu aperta in Etiopia Street a Gerusalemme nel 1906. Gli obiettivi dichiarati della scuola erano "formare il popolo di Gerusalemme come artigiano, sviluppare arte ebraica originale, sostenere gli artisti ebrei e trovare espressione visiva per la tanto sospirata indipendenza nazionale e spirituale che cerca di creare una sintesi tra tradizioni artistiche europee e le tradizioni del design ebraiche d'Oriente e d'Occidente, integrandole con la cultura locale della Terra d'Israele".
Nel 1908, la scuola si trasferì in una sede permanente, in quello che oggi è diventata Shmuel Hanagid Street, che permise l’apertura di più reparti e l’ampliamento dell’ambito delle attività.
Dei tre edifici che Schatz comprò da un ricco Arabo, uno fu la sua residenza personale e gli altri due ospitarono la scuola d'arte e il museo d'arte nazionale. La scuola fu fondata sulla base del concetto Russo di scuola e laboratorio di arti e mestieri. Il motto di Bezalel era "L'arte è la gemma, il mestiere è il frutto." La scuola offriva a fianco dei corsi in pittura e scultura anche la possibilità di imparare mestieri come la realizzazione di tappeti, la lavorazione dei metalli e del legno.
Sulla scia delle difficoltà finanziarie, la scuola chiuse nel 1929. Schatz morì durante la raccolta di fondi per la scuola negli Stati Uniti. Il suo corpo fu riportato a Gerusalemme e sepolto sul Monte degli Ulivi. Bezalel riaprì nel 1935 come New Bezalel Academy for Arts and Crafts.

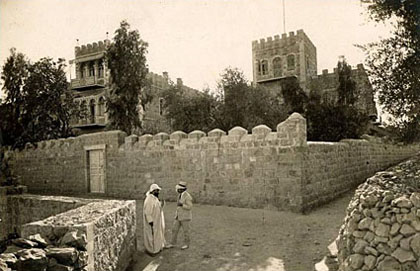
Bezalel art school, 1913

## Riconoscimenti e premi
- 1898 medaglia d'argento in Scienza e Arte, Sofia, Bulgaria
- 1900 medaglia d'oro per Busto di una donna anziana
- 1900 medaglia d'argento all'Esposizione Internazionale di Parigi
- 1904 medaglia d'argento al 1904 Louisiana Purchase Exposition, St. Louis, Missouri, Stati Uniti d'America

## Pubblicazioni
- On Art, Artists and their Critics (in Ebraico), 1924
- The Rebuilt Jerusalem: The Rebuilt Reality (Yerushalayim HaBenuyah) (in Ebraico), Gerusalemme: Bezalel Academy, 1924